# Pałac Scheiblerów w Łodzi
Pałac Scheiblerów – pałac znajdujący się przy ulicy Piotrkowskiej 266 w Łodzi.

## Historia
Podczas regulacji osady Łódka w latach 1824–1828 posesję przeznaczono pod budowę zajazdu, ale właściciel parceli po wybuchu powstania listopadowego uciekł do Niemiec pozostawiając niezabudowany plac. W 1844 posesję nabył farbiarz, Karol Gebhardt i od strony ulicy Piotrkowskiej wystawił okazały dom zbudowany według projektu budowniczego powiatu łęczyckiego, Ludwika Bethiera przy współudziale budowniczego warszawskiego, Stanisława Balińskiego.
W końcu lat 40. XIX wieku kamienica była uważana za najładniejszą przy ulicy Piotrkowskiej. Był to budynek z neoklasycystyczną elewacją ozdobioną ośmioma pilastrami rozdzielającymi okna i dwuspadowym, krytym karpiówką, dachem z dwoma kominami. Facjata miała zakończenie trójkątne i pokryta była blachą cynkową.
W 1852 właścicielem kamienicy i posesji został drukarz perkali, Leonard Fessler, który zamieszkiwał ją przez niespełna trzydzieści kolejnych lat i prowadził tu farbiarnię. W 1880 Karol Scheibler dla swojej rodziny odkupił najelegantszy klasycystyczny dom mieszkalny w Łodzi. Usytuowanie domu odgrywało tutaj niebagatelną rolę. Zamykał on od strony zachodniej całą posiadłość Scheiblerów, jak również był wizytówką od strony głównego traktu miasta. Być może początkowo był przeznaczony dla córki Emmy i jej męża Jerzego von Kramsty, jednak od 1886 roku mieszkał w nim syn Karol Scheibler junior, generalny spadkobierca firmy, zaś Kramstowie wyjechali z Łodzi i zamieszkali w Katowicach. W rok po nabyciu stał się on własnością powstałego wówczas Towarzystwa Akcyjnego Manufaktur Bawełnianych Karola Scheiblera, a w roku 1921 wyłączono go z nowo powstałej spółki Scheibler & Grohman i ponownie został własnością prywatną spadkobierców Karola Scheiblera. Od 1956 roku budynek jest w użytkowaniu Politechniki Łódzkiej. Do 2022 roku mieścił się w nim Wydział Organizacji i Zarządzania Politechniki Łódzkiej.

## Architektura
Po śmierci Karola Scheiblera dom był przebudowany. Kilku architektów (m.in. Hilary Majewski, Franciszek Chełmiński) pracowało na jego współczesny wygląd. W 1891 roku, według projektu Majewskiego, dobudowano część północną o dwie osie, które przekształciły budynek w miejski pałac o neorenesansowym charakterze. Obecną pseudobarokową formę z elementami eklektycznymi nadały mu dwie kolejne przebudowy w latach 1894 i 1897. Przebudowa w roku 1894, według projektu Chełmińskiego, powiększyła go w kierunku południowym o trzy osie, a w narożniku wzniesiono wieżę zwieńczoną hełmem w kształcie ostrosłupa (namiotowym), pokrytego łuską z blachy cynkowej. Hełm zwieńczono masztem z chorągiewką i datą 1894. Kolejna rozbudowa nastąpiła w roku 1897. Pałac powiększono od strony północnej o parterową dobudówkę, mieszczącą salon od ulicy a ogród zimowy od podwórza.
Wnętrza były bogato dekorowane, sztukatorskie sufity pokryte były polichromią, do dziś są zachowane tylko w niektórych pomieszczeniach. Główna klatka schodowa z drewnianymi schodami i tralkową balustradą ozdobiona była witrażami zachowanymi fragmentarycznie. Wnętrza zostały prawie zupełnie zniszczone, w niektórych pokojach zachowały się częściowo sztukaterie oraz piece i kominki. Program układu wnętrz jest mało czytelny, ponieważ przez działania późniejszych użytkowników, m.in. Studium Wojskowego Politechniki Łódzkiej, zatraciły swój charakter i funkcję.